# La Calera (Salvatierra)
La Calera es una localidad del estado mexicano de Guanajuato. Es parte del municipio de Salvatierra.

## Demografía
| Gráfica de evolución demográfica |
|                                  |

| Censo | Población |
| ----- | --------- |
| 1900  | 234       |
| 1910  | 201       |
| 1921  | 248       |
| 1930  | 322       |
| 1940  | 415       |
| 1950  | 357       |
| 1960  | 618       |
| 1970  | 693       |
| 1980  | 855       |
| 1990  | 934       |
| 2000  | 905       |
| 2010  | 1 058     |
| 2020  | 1 239     |